# ミンスク州
ミンスク州(ベラルーシ語: Мі́нская во́бласць、ベラルーシ語: [ˈmʲinskaja ˈvobɫasʲtsʲ]、ロシア語: Минская о́бласть)とは、ベラルーシの州である。州都は同国の首都でもあるミンスクだが、基本的にはミンスク州とは別の物として考えられている。2004年現在の人口は150万3000人で同国の人口の15.5%程度を占める。

## 地理
面積は4万8000平方キロメートルで国家全体の19.5%程度を占めており、ベラルーシの州で唯一他国の国境と接していない州である。
州北東部には同国最大の湖でもあるナラチ湖が存在する。また州内で最も高い標高は345メートルである。

## 都市
ミンスク州は22のラヨン（郡）と同数の市に分かれている。また、以下に都市を列挙する。
- ボリソフ - 15万4000人
- ソリゴルスク（サリホルスク） - 10万1400人
- マラジェチナ - 9万8400人
- スウツク - 6万2300人
- ジョジナ - 6万800人
- ヴィレイカ - 3万人
- ジャルジンスク - 2万4600人
- マリーナ・ホルカ - 2万3400人
- ストーブシー - 1万6900人
- ネスヴィズ - 1万4300人
- スマルヤヴィチー - 1万4200人
- ザスラウエ - 1万3500人
- ファニポール - 1万3200人
- ベラジノ - 1万3100人
- リューバン - 1万1800人
- スタリヤダロヒ - 1万1700人
- ヴァウォジン - 1万1400人
- カピュール - 1万700人
- クレツァク - 1万600人
- チェルヴェニ - 1万500人
- クルプキ - 8300人